# Missions franciscaines de la Sierra Gorda
Les missions franciscaines de la Sierra Gorda sont cinq missions établies dans l'État mexicain de Querétaro qui ont été inscrites sur la liste du patrimoine de l'humanité par l'UNESCO en 2003.
La fondation de ces missions, toutes situées dans la Sierra Gorda, est attribuée à Junípero Serra de l'ordre Franciscain, qui a également fondé d'importantes missions en Haute-Californie.
Les cinq missions sont Santiago de Jalpan et Nuestra Señora de la Luz de Tancoyol dans la municipalité de Jalpan, Santa María del Agua de Landa et San Francisco del Valle de Tilaco à Landa de Matamoros (en), et San Miguel Concá à Arroyo Seco (en). Les façades de ces églises sont remarquables en raison de leur style « Mestizo Baroque », qui montre une influence indigène significative des indiens Pames (es) qui les ont construites.

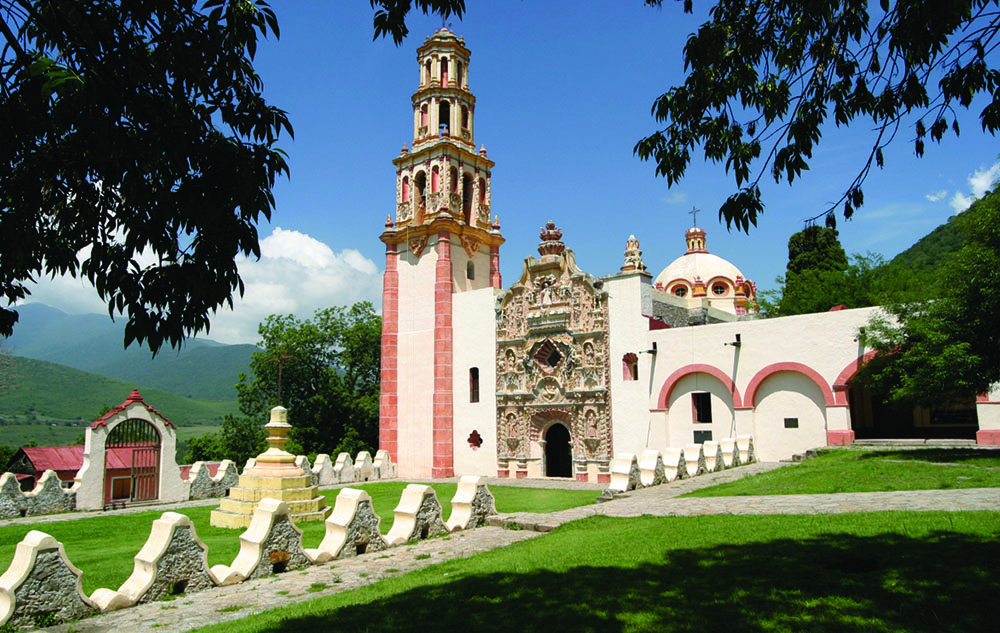
Mission Saint François d'Assise de la Vallée de Tilaco.